# Autoroute A15 (Belgique)
Pour les articles homonymes, voir A15.
L'autoroute belge A15 (classée en tant qu'E42) est une autoroute reliant Liège à Houdeng-Gœgnies en passant par Namur et Charleroi.
L'autoroute part des environs de l'aéroport de Liège, passe à proximité de Huy, Namur et l'aéroport de Charleroi Bruxelles-Sud pour se terminer à Houdeng-Gœgnies. Bien que l'autoroute de Wallonie  soit un concept moins officiel, elle se définit comme étant cette section se prolongeant jusque Tournai et fut le sujet d'âpres discussions politiques.

## Historique
| Tronçon                        | Date de mise en service |
| ------------------------------ | ----------------------- |
| Flémalle - Loncin              | 13 décembre 1967        |
| Le Rœulx - Manage              | 20 décembre 1967        |
| Manage - Fleurus               | 1968                    |
| Ville-sur-Haine - Le Rœulx     | 1968                    |
| Mons - Ville-sur-Haine         | 1970                    |
| Contournement de Tournai       | Septembre 1970          |
| Jemappes - Mons                | 1971                    |
| Fleurus - Sambreville          | 1971                    |
| Pommerœul - Jemappes           | 1972                    |
| Sambreville - Flémalle         | Décembre 1972           |
| Frontière française - Blandain | 1973                    |
| Vaulx - Pommerœul              | 1973-1974               |

## Description du tracé
|     | Dénomination                     | Destinations                                                                           | BK    |
| --- | -------------------------------- | -------------------------------------------------------------------------------------- | ----- |
|     | Échangeur de Loncin              | Autoroute Bruxelles − Liège − Aix-la-Chapelle Autoroute Liège − Bastogne − Neufchâteau | 0,0   |
|     | Échangeur de Grâce-Hollogne      | Liaison − Seraing                                                                      | 2,5   |
| 3   | Liège Aéroport N630              | Grâce-Hollogne (dont Bierset), Aéroport de Liège-Bierset                               | 3,8   |
| 4   | Flémalle N677                    | Flémalle, Grâce-Hollogne (Horion-Hozémont)                                             | 6,3   |
|     | Hozémont                         |                                                                                        | 8,9   |
|     | Viaduc d'Horion-Hozémont (300 m) |                                                                                        | 9,4   |
| 5   | Saint-Georges                    | Saint-Georges-sur-Meuse, Amay, Verlaine,                                               | 12,3  |
|     | Verlaine                         |                                                                                        | 16,0  |
| 6   | Villers-le-Bouillet              | Villers-le-Bouillet, Amay (Ampsin), Huy (Tihange)                                      | 18,8  |
| 7   | Huy Braives                      | Huy, Wanze, Braives                                                                    | 22,7  |
|     | Viaduc de Huccorgne (550 m)      |                                                                                        | 25,9  |
|     | Viaduc de Lavoir (300 m)         |                                                                                        | 29,2  |
| 8   | Huy Héron N643                   | Huy, Wanze, Héron                                                                      | 29,3  |
|     | Couthuin                         |                                                                                        | 30,5  |
| 9   | Andenne N921                     | Andenne                                                                                | 35,5  |
| 10  | Hingeon                          | Fernelmont (dont Hingeon)                                                              | 38,8  |
|     | Fernelmont                       |                                                                                        | 40,6  |
| 10a | Fernelmont N942                  | Fernelmont                                                                             | 41,3  |
|     | Échangeur de Daussoulx           | Autoroute Bruxelles − Namur − Arlon − Luxembourg                                       | 48,3  |
|     | Hulplanche                       |                                                                                        | 52,9  |
|     | Viaduc de Rhisnes (320 m)        |                                                                                        | 53,9  |
| 12  | Namur-Ouest                      | Namur (dont Suarlée), Floreffe, Gembloux                                               | 55,7  |
|     | Viaduc de Temploux (350 m)       |                                                                                        | 60,0  |
| 13  | Spy N912                         | Jemeppe-sur-Sambre (dont Spy), Namur (Temploux)                                        | 59,8  |
|     | Spy                              |                                                                                        | 61,7  |
|     | Viaduc d'Onoz (320 m)            |                                                                                        | 64,0  |
| 14  | Sambreville                      | Sambreville, Sombreffe                                                                 | 69,0  |
| 15  | Fleurus                          | Fleurus, Farciennes                                                                    | 73,7  |
|     | Échangeur d'Heppignies           | Grand ring de Charleroi                                                                | 76,6  |
|     | Les Amoudries                    |                                                                                        | 78,0  |
| 16  | Gosselies-Nord                   | Charleroi (Gosselies), Les Bons Villers                                                | 80,7  |
|     | Échangeur de Thiméon             | Autoroute Nivelles − Charleroi                                                         | 82,8  |
|     | Viaduc de Viesville (550 m)      |                                                                                        | 84,0  |
| 17  | Courcelles                       | Courcelles, Pont-à-Celles                                                              | 87,9  |
|     | Échangeur de Gouy                | Grand ring de Charleroi                                                                | 90,1  |
| 18  | Chapelle-lez-Herlaimont          | Chapelle-lez-Herlaimont, Manage, Morlanwelz                                            | 93,7  |
| 19  | Manage                           | Manage, Seneffe, La Louvière                                                           | 97,0  |
|     | Échangeur de Bois-d'Haine        | Liaison − La Louvière                                                                  | 98,5  |
|     | Viaduc de La Louvière (220 m)    |                                                                                        | 99,3  |
| 20  | Houdeng                          | Le Rœulx (Houdeng-Gœgnies)                                                             | 100,6 |
|     | Échangeur d'Houdeng-Gœgnies      | Autoroute Bruxelles − Mons − Paris                                                     | 102,0 |

## Galerie d'images

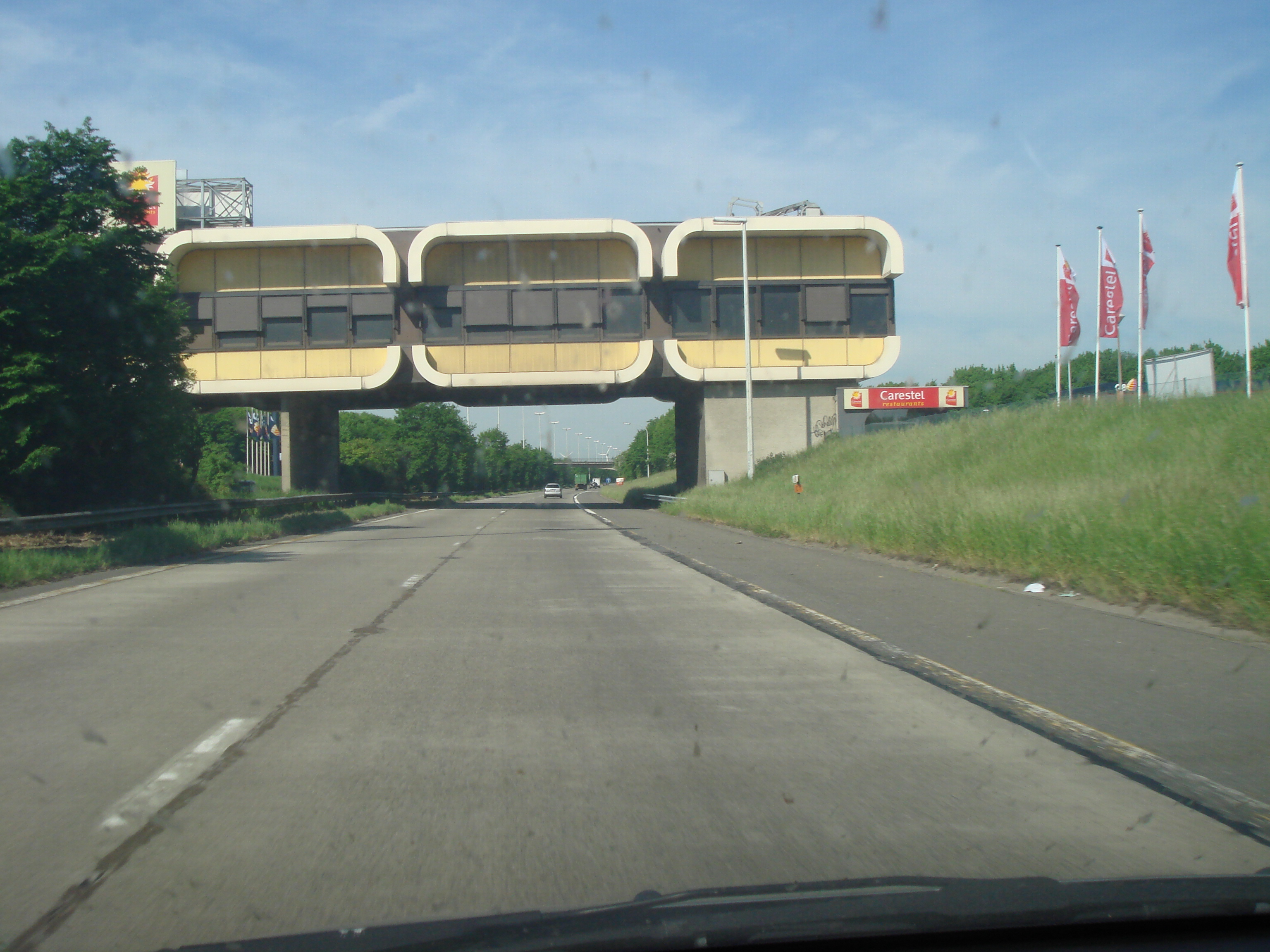
L'A15 au niveau de la station de Verlaine en direction de Mons.
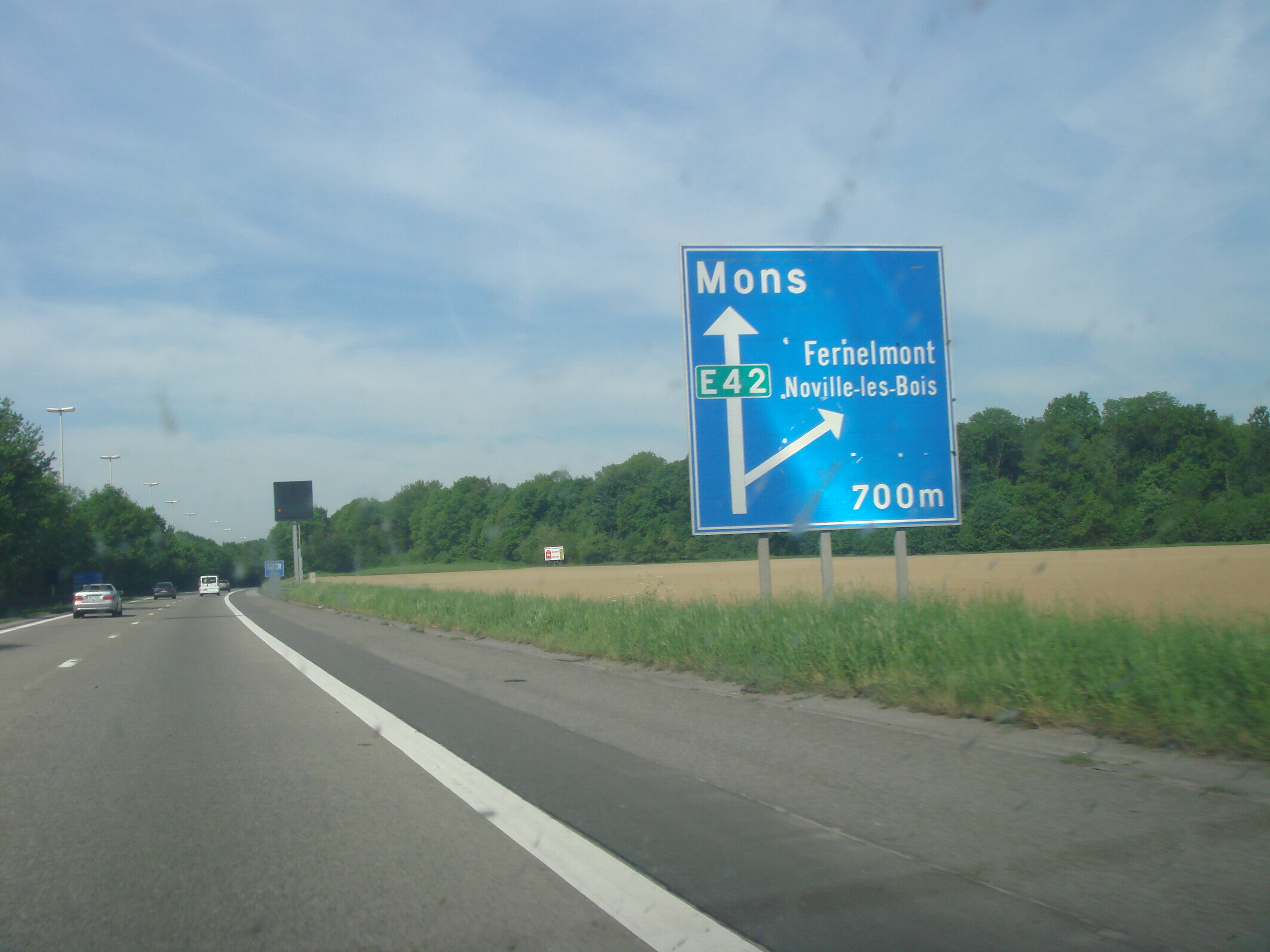
L'A15 au niveau de Fernelmont et en direction de Mons.
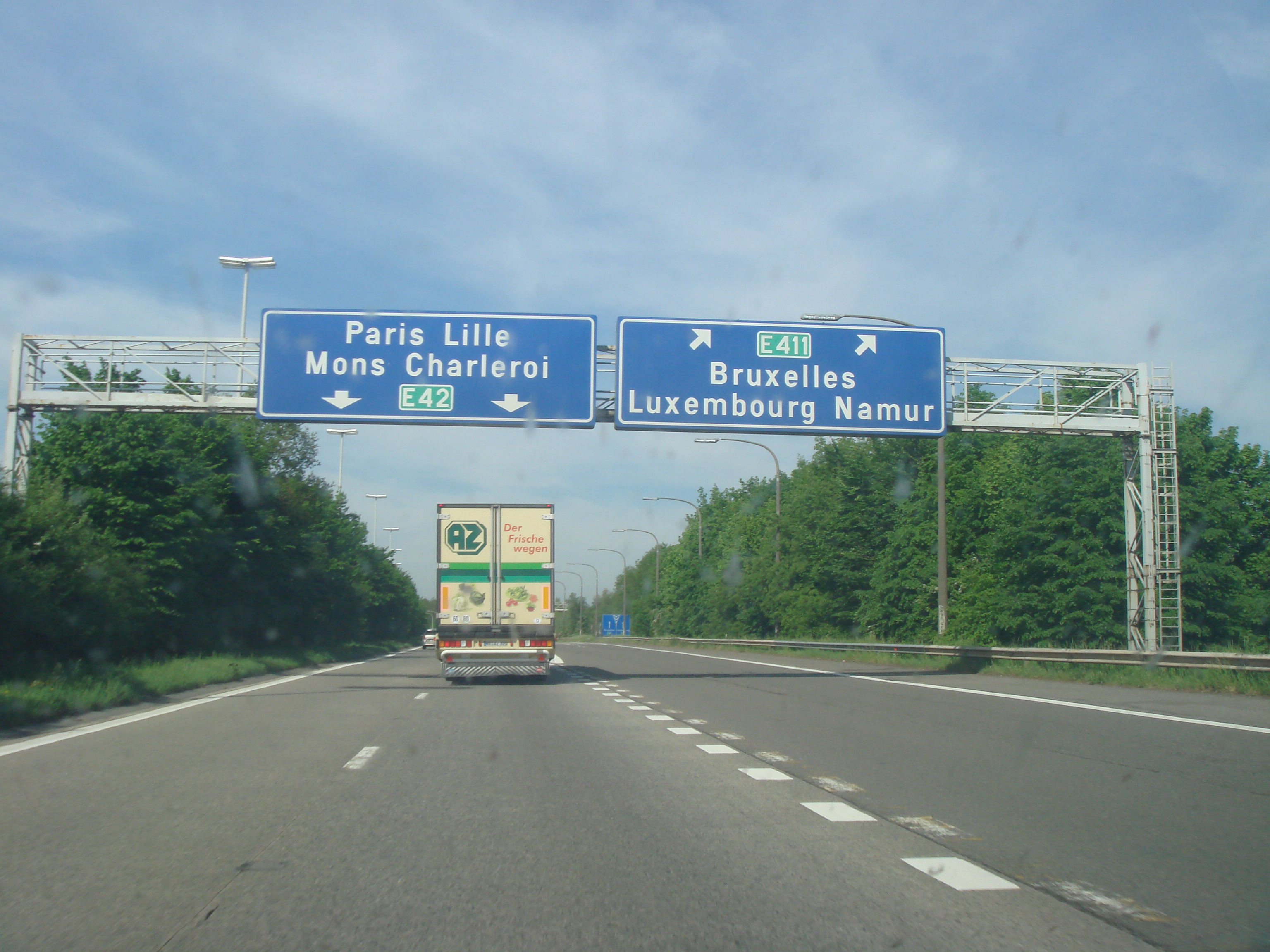
L'A15 au niveau de l'échangeur de Daussoulx.
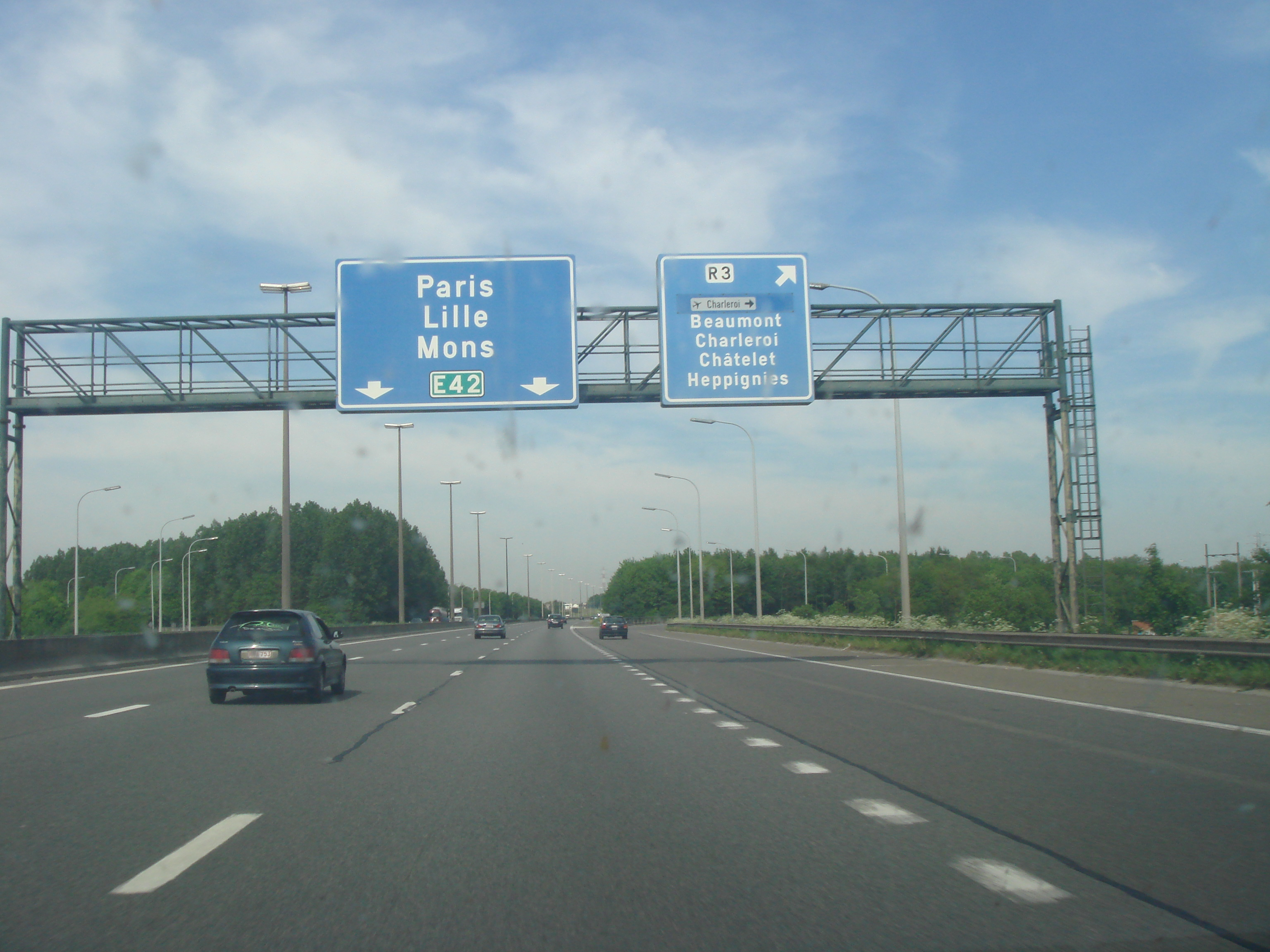
L'A15 au niveau de l'échangeur d'Heppignies.
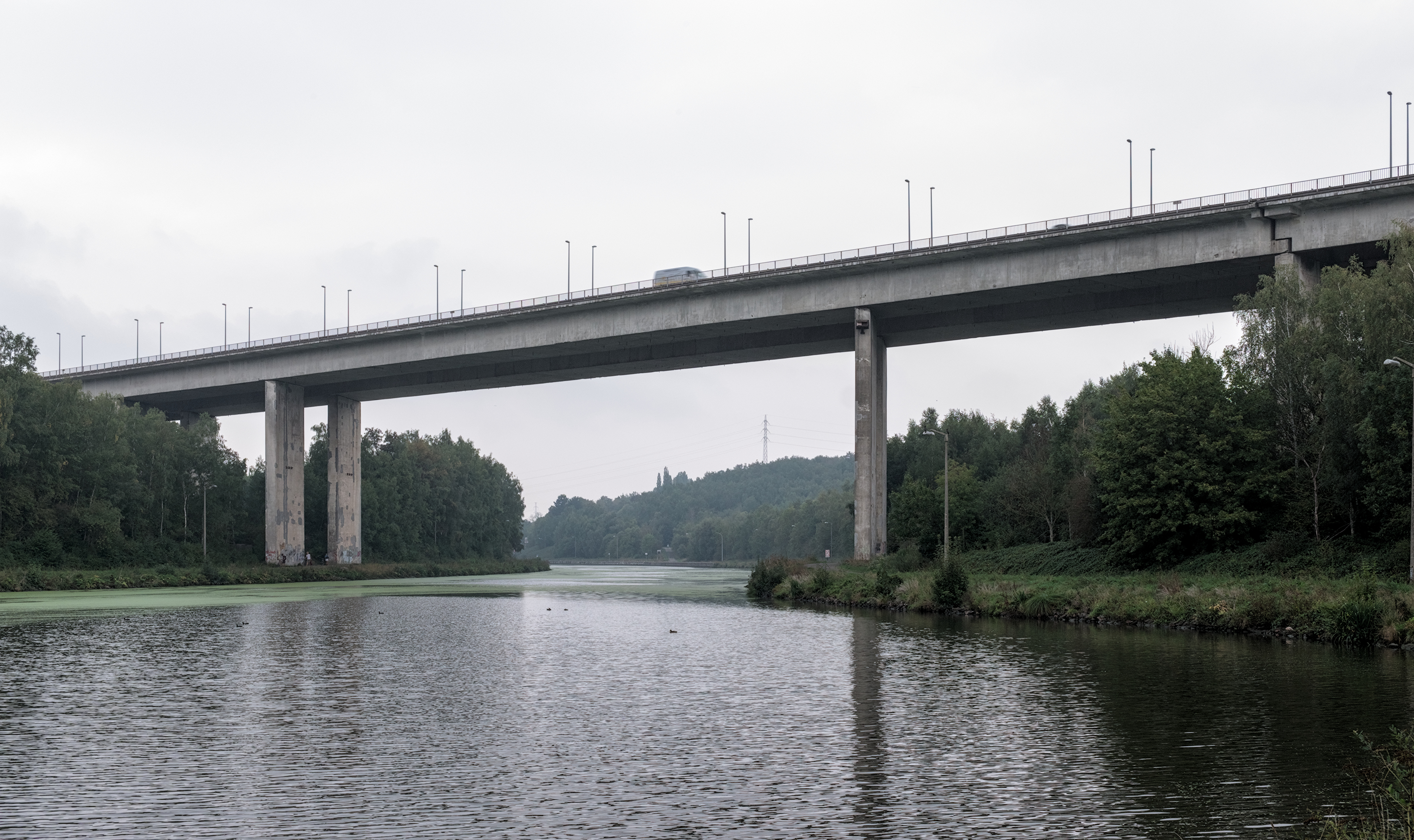
Viaduc de Viesville